# Srednja Kanomlja
Srednja Kanomlja je naselje v Občini Idrija.